# Сицилійське графство
38°07′00″ пн. ш. 13°21′00″ сх. д. / 38.116666666667° пн. ш. 13.35° сх. д.
Сицилійське графство (італ. Contea di Sicilia), відоме також як Велике графство (італ. Gran Contea) та  Графство Сицилії та Калабрії — норманська держава, що розташовувалося на островах Сицилія та Мальта в 1071-1130. Утворилося на місці Сицилійського емірату (який існував з 965 року) в ході норманського вторгнення на Сицилію (1060-1091).

## Історія
Створене Робертом Гвіскар в 1071 році для свого молодшого брата Рожера Боссе.
У червні 1059 року папа Миколай II дарував Роберту Гвіскару титул герцога Апулії, Калабрії та Сицилії за його перемогу над мусульманами.
У 1061 році він особисто очолив похід на Сицилію, в ході якого була завойована Мессіна.
У 1071 році після захоплення столиці емірату Палермо, Гвіскар зробив місто столицею нового графства, наділивши брата титулом графа Сицилійського та повною юрисдикцією на острові, за винятком половин міст Мессіна, Палермо та Валь Демон, які залишив за собою. Рожеру також призначалися землі, які ще тільки належало завоювати.
Завоювання острова завершилося тільки в лютому 1091 року, коли впало місто Ното. У тому ж році почалося і завоювання Мальти, яке завершилося в 1127 році зі скасуванням арабської адміністрації острова.
Роберт Гвіскар поставив Рожера в двозначне становище зі своїми спадкоємцями Герцогства Апулія і Калабрія. Під час правління Рожера II Сицилійського та Вільгельма II Апулійського (двоюрідні родичі) між двома норманськими державами розгорівся конфлікт. Через підтримку папи Калікста II в обмін на допомогу в придушенні повстання під керівництвом Джодана Аріані (1121) бездітний Вільгельм зробив своїм спадкоємцем Рожера Сицилійського. Коли в 1127 Вільгельм помер, Рожер успадкував герцогство на материку, а три роки по тому, в 1130, зі схвалення папи Анаклета II перетворив графство на Сицилійське королівство.